# 34ste Oscaruitreiking
De 34ste Oscaruitreiking, waarbij prijzen worden uitgereikt aan de beste prestaties in films in 1961, vond plaats op 9 april 1962 in het Santa Monica Civic Auditorium in Santa Monica, Californië. De ceremonie werd gepresenteerd door Bob Hope.
De grote winnaar van de 34ste Oscaruitreiking was West Side Story, met in totaal 11 nominaties en 10 Oscars.

## Winnaars

### Films
| Categorie               | Winnaar                    | Regie                      |
| ----------------------- | -------------------------- | -------------------------- |
| Beste Film              | West Side Story            | Jerome Robbins Robert Wise |
| Beste Buitenlandse Film | Als in een donkere spiegel | Ingmar Bergman             |
| Beste Documentaire      | Le Ciel et la Boue         | Pierre-Dominique Gaisseau  |

### Acteurs
| Categorie                  | Winnaar           | Film                  |
| -------------------------- | ----------------- | --------------------- |
| Beste Mannelijke Hoofdrol  | Maximilian Schell | Judgment at Nuremberg |
| Beste Vrouwelijke Hoofdrol | Sophia Loren      | La ciociara           |
| Beste Mannelijke Bijrol    | George Chakiris   | West Side Story       |
| Beste Vrouwelijke Bijrol   | Rita Moreno       | West Side Story       |

### Regie
| Categorie       | Winnaar                    | Film            |
| --------------- | -------------------------- | --------------- |
| Beste Regisseur | Jerome Robbins Robert Wise | West Side Story |

### Scenario
| Categorie                | Winnaar      | Film                  |
| ------------------------ | ------------ | --------------------- |
| Beste Originele Scenario | William Inge | Splendor in the Grass |
| Beste Bewerkte Scenario  | Abby Mann    | Judgment at Nuremberg |

### Speciale prijzen
| Categorie                         | Winnaar                                                 |
| --------------------------------- | ------------------------------------------------------- |
| Honorary Award                    | Fred L. Metzler, Jerome Robbins en William L. Hendricks |
| Irving G. Thalberg Memorial Award | Stanley Kramer                                          |
| Jean Hersholt Humanitarian Award  | George Seaton                                           |